# 행복의 시작
《행복의 시작》은 1996년 7월 20일부터 1996년 12월 29일까지 방영된 SBS 주말극장으로, 두 세대 간의 삶과 사랑의 모습을 섬세하게 그려가면서 삶을 아름답게 살아가는 진정한 행복의 열쇠를 발견하고자 하는 드라마다.

## 줄거리
진유경은 남편을 베트남 전쟁에서 잃는다. 진유경의 시동생은 형의 사망 보험금을 날려먹은 걸로도 모자라서 형수인 진유경에게 행패를 심하게 부리던 인격 파탄자였는데, 진유경의 시아버지는 며느리를 보호하려다 자신의 둘째 아들을 우발적으로 죽이고 만다.
이후 진유경은 죽은 남편의 친구였던 민기백이 운영하고 있던 회사에 취직을 하게 되고, 민기백은 죽은 친구의 부인이었던 진유경에게 사랑을 느끼게 된다.
민기백은 자그마한 군납업체를 운영하고 있었는데, 윤 회장이라는 정계의 거물이 진유경에게 혹심을 품게 되고, 결국 민기백은 죽은 친구의 부인이자 자신이 사랑하는 진유경을 윤 회장에게 바치지 않으면 안 되는 상황에 몰린다.
결국 함께 도망가자는 진유경의 애원에도 민기백은 진유경을 윤 회장에게 바치게 되고, 이 원치 않는 성상납은 진유경의 인생을 180도로 뒤바꾸게 된다.
진유경은 윤 회장의 정부가 된 대가로 민기백의 회사를 차지하여 사장 자리에 오르고, 민기백은 전무로 내려 앉아 여전히 진유경의 옆을 지킨다.
그러면서 진유경의 회사는 정치권의 특혜를 받아 고속 성장을 하고, 진유경은 정희숙이라는 가명으로 알려진 정재계의 명사로 이름을 떨치지만, 세월이 흐르면서 그러한 진유경의 영광은 점점 퇴색 되어 간다.
진유경의 딸 신나라가 성인이 되고, 20대인 나라는 늘 진지하고 따뜻한 배려를 해주기보다는 오히려 어쩔 떄는 자신보다 철이 없는 듯한 엄마가 불만이다.
진유경은 민기백을 많이 의지하고, 사랑하는 감정을 느끼면서도 한편으로는 자신의 인생을 망가뜨렸기에 그를 증오하는 애증의 감정을 느끼게 되고, 그러던 어느 날 민기백의 청혼을 받게 된다.
그러나 민기백의 청혼은 거짓이었고, 민기백은 진유경의 재산을 몰래 빼돌림과 동시에 고의적으로 회사를 부도내고, 게다가 진유경의 비서였던 이선영과 살림까지 차리며 철저히 진유경을 배반한다.. 게다가 민기백은 진유경의 딸 나라에게 진유경의 복잡하고 문란했던 남자 관계에 대해 말하면서 나라에게 씻을 수 없는 상처까지 주게 되고, 그 충격에 나라는 호주로 유학을 떠나게 된다.
결국 민기백은 수표법 위반, 횡령, 뇌물 수수 등의 혐의로 구속되고, 시간이 흘러 진유경은 시골에 집을 지어 귀농 생활을 하는데, 교수직을 그만두고 귀농하여 도예가 생활을 하던 강 선생을 비롯한 시골 사람들과 사사건건 부딪히며 말썽을 일으키고, 유학에서 돌아온 나라는 그러한 엄마의 모습에 더욱 지치고 불만을 느끼게 된다.
그러는가 하면 진유경은 자신의 과거를 책으로 써서 출판하게 되는데, 어느 날 의문의 테러를 당하고, 가벼운 부상을 입게 된다. 진유경은 민기백을 범인으로 지목하지만, 이 사건의 진짜 범인은 따로 있었으니, 본격적으로 정계에 진출한 윤 회장은 진유경과의 스캔들, 그리고 진유경의 회사에 특혜를 줬던 부분이 자신의 정치 경력에 흠집이 날 것을 우려하였고, 정보부 사람들이 진유경을 해치려 한 것이다.
이에 민기백은 진유경을 지키고자 노력하고, 과거에 진유경에게 청혼하고 배신했었던 것도 실은 진유경을 보호하기 위한 연막이었음이 밝혀진다. (윤 회장이 본격적인 정계 진출을 하면서 진유경을 민기백에게 떠넘기며 민기백에게 진유경과의 결혼을 종용하였고, 특혜를 줬던 회사는 위장부도로 공중분해 시킨 것이다. 그 과정에서 이선영의 오빠의 제보로 진유경이 민기백이 회사 돈을 빼돌리고 있다고 오해를 하면서 일방적인 결별을 통보하였고, 이에 욱한 민기백이 진유경에게 폭력을 사용하면서 관계가 파탄났었던 것이다. 이후 민기백은 앞서 언급했었던 것처럼 수표법 위반, 횡령, 뇌물 수수 등의 혐의로 구속되었으나 정치권의 연줄로 금방 풀려나왔고, 뉴질랜드로 투자 이민을 하여 새로운 사업을 시작하였다. )
윤 회장의 정적 쪽, 그리고 언론에서도에서도 진유경의 과거가 흘러 들어가자 진유경은 신변애 더욱 위협을 받게 되고, 결국 진유경은 자신이 살기 위해 스스로 기자회견을 하여 한때 윤 회장의 정부였다는 자신의 과거를 밝히게 된다.
이러한 사건을 계기로 진유경과 민기백은 다시 가까워지게 되고, 결혼하려 하지만, 민기백의 동거녀인 이선영이 민기백의 아이를 유산하는 일이 생기자 민기백은 결국 마음을 바꿔 선영과 정식으로 결혼을 하게 되고, 진유경과는 친구로 남기로 한다.
그러는 한편 엄마의 과거에 큰 충격을 받고 배신감을 느낀 나라는 재석과의 결혼으로 엄마에게서 벗어나려 하지만, 재석의 부모는 진유경의 과거를 빌미로 재석과 나라의 결혼을 극구 반대하고, 재석 모는 나라와 유경에게 인격적인 모욕까지 가한다.
엄마의 과거 때문에 남자 재석과의 결혼마저 깨지게 되자 엄마를 원망하는 마음이 더욱 커지고, 그렇게 모녀 간의 갈등이 생기게 되는데, 잡지사 기자이며 진유경의 책을 대필하기도 했었던, 그리고 나라를 내심 좋아해 오던 기자 명규는 그 틈을 타서 적극적으로 나라에게 다가가고, 두 사람은 가까워지게 된다.
그리하여 나라는 재석과 재석 부모에게 받은 상처를 명규와의 사랑으로 극복해 가고, 마침내 명규와의 결혼을 결심하게 된다.
그러나 이 무슨 운명의 장난인지, 명규가 민기백의 아들이었다는 출생의 비밀이 밝혀지게 되는데, 자신의 출생의 비밀, 그리고 친부가 모친을 죽게 만들었다는 사실 (명규의 모친이 명규를 임신하자 민기백은 명규의 모친을 버리고 야반도주 하였고, 이에 낙담한 명규의 모친은 명규를 낳고 나서 자살하였고, 명규는 외조부모의 슬하에서 자랐다.)에 큰 충격을 받은 명규가 일방적으로 결혼식장에 나타나지 않고 잠적하는 바람에 나라는 다시 큰 상처를 받게 된다.
한편 나라와 헤어졌음에도 여전히 나라 주변을 맴돌던 재석은 명규와 나라의 결혼이 깨진 기회를 틈타 나라와 다시 시작하려 하고, 나라를 잊지 못한 명규 역시 나라의 주변을 맴돌지만, 나라는 그런 명규를 밀어내려 한다.
재석과 나라의 결혼을 극구 반대하던 재석의 부모는 결국 나라와 결혼하고 말겠다는 재석의 고집을 꺾지 못하고, 재석과 나라의 결혼을 허락함과 동시에 특히 나라와 진유경에게 인격적인 모욕까지 가했었던 재석 모는 진유경에게 사과를 하게 된다.
이를 계기로 재석과 나라는 다시 결혼 날짜를 잡게 되고, 결혼 후에 멕시코로 떠나기로 약속하지만, 명규는 여전히 나라 주변을 맴돌면서 다시 시작하자고 나라에게 매달리고, 명규에 대한 감정을 완전히 정리하지 못한 나라는 흔들린다.
결국 명규의 친부인 민기백이 지병으로 죽게 되자, 나라는 명규를 선택하고, 재석은 홀로 멕시코로 떠난다.
또한 나라의 모친인 진유경 역시 불우하고 파란만장했었던 자신의 과거를 뒤로 하고, 강 선생과의 새로운 출발을 하게 되면서 도저히 이해할 수 없는 수준 이하, 상식 이하의 막장 전개가 반복되던 이 더러운 막장 드라마가 끝이 난다.

## 등장 인물
- 이휘향 : 진유경 / 정희숙 역
- 노주현 : 민기백 역
- 이정길 : 강 선생 역
- 고소영 : 신나라 역
- 이세창 : 윤재석 역
- 손지창 : 최명규 역
- 김남주
- 이주경: 이선영 역
- 정혜영
- 이승신
- 이현경
- 이한갈
- 안경용
- 엄유신: 재석 모 역
- 김흥기: 재석 부 역
- 김진해: 명규 외조부 역
- 안영주: 명규 외조모 역
- 이치우: 선영 조부 역
- 오미연: 선영 고모 역
- 이계인
- 김봉근: 선영 고모부 역
- 양영준: 민기백의 변호사 역
- 연운경
- 안해숙: 명규 이모 역
- 박주아: 유경의 가정부 역
- 임병기: 김익수 경관 (진유경의 테러 사건을 수사하던 경찰) 역
- 주호성: 명규가 일하는 잡지사 팀장 역
- 김덕현
- 손종범

## 결방 사유 및 연속 방송
- 1996년 8월 3일 : 5~6회 연속 방송
- 1996년 8월 4일 : 1996년 하계 올림픽 남자 마라톤 중계방송으로 인해 결방
- 1996년 8월 11일 : 납량 영화특선 《에일리언 2》 방송으로 결방
- 1996년 11월 9일 : 32~33회 연속 방송
- 1996년 11월 10일 : 특별기획 드라마 《임꺽정》이 8시 50분부터 1~2회 연속 방송으로 결방

## 참고 사항
- 당초 신나라 역으로 최진실이 낙점됐으나 배역에 맞지 않아 캐스팅 제의를 거절했다.[1]
- 방영 전에 캐스팅 문제로 어려움을 겪였고 방영된 후에는 얼마 지나지 않아 작가 홍승연이 지병을 이유로 병원에 입원하면서 대본을 쓰지 못해 한차례 방송되지 못하는 등 초반부터 삐걱대는 모양을 보이며 조기 종영설에 나돌기도 했다.[2]
- 진유경(이휘향 분)이 본인의 비서와 결혼한 남자이자 죽은 남편의 친구인 민기백(노주현 분)와 동침하는 장면을 내보내어 방송위원회로부터 '주의' 조치를 받았으며,[3] 1996년 최악의 드라마 5위에 선정되기도 했다.[4]